# Magdeburg - L'eretico
Magdeburg - L'Eretico è un romanzo del 2005 di Alan D. Altieri, primo atto della trilogia di Magdeburg.
Con questo suo tredicesimo libro Altieri si discosta nettamente dalle precedenti opere di genere thriller d'azione, per dedicarsi al genere storico-gotico, seppur con leggere contaminazioni fantasy.
Come in altre opere di Altieri, anche in questo romanzo abbondano duelli all'ultimo sangue, descritti con dovizia di particolari in modo accurato e realistico, che potrebbero disturbare la sensibilità di alcuni lettori per la loro eccessiva crudezza e violenza.

## Trama
La trama si dipana nella Germania del 1630, durante la Guerra dei trent'anni, periodo di inquisizioni contro gli eretici, streghe mandate al rogo, guerre per difendere la Vera Fede Cattolica, carestie, pestilenze e guerre.
In questo quadro apocalittico un uomo, l'Eretico senza nome e senza Dio che si fa chiamare Wulfgar, ingaggia la sua solitaria battaglia contro Reinhardt von Dekken, uno dei più influenti principi tedeschi. A lui si uniranno Mikla, la presunta strega di Wolfengrad, che verrà salvata da Wulfgar un attimo prima di essere arsa viva sul rogo per mano dell'Inquisitore Diego Bolanos y Llosa, e Caleb Stark, tenente della temuta Falange di Arnhem, che dapprima ha il compito di trovare e uccidere l'Eretico, ma che poi si unisce a lui. Nel frattempo si svolgono molte altre storie parallele: la prima, quella di Madre Erika al Monastero di Kolstadt, dove dovrà sconfiggere un'entità oscura che si aggira nella biblioteca, l'Inquisitore dei Topi. La seconda, quella di Reinhardt Von Dekken allo Schloss Sonderheim prima e in marcia verso la città di Kragberg poi. La terza, il viaggio di Jean-Jaques Donatien, Chevalier de la Deveraux, a Magdeburg, dove incontrerà il costruttore di lenti Leopold Klein, a cui rivelerà le vere origini di Wulfgar. La quarta, quella di Alessandro Colonna, cardinale del Vaticano, emissario del Papa presso i principi tedeschi.
La narrazione è suddivisa in brevi scene, che contribuiscono a dare al libro un taglio molto cinematografico. Tra queste scene si intercalano dei flashback riguardanti il luglio del 1611, anno in cui, nel giorno del matrimonio tra Karl Adrian, fratello di Reinhardt, della famiglia cattolica dei Dekken e Rowena Whilelmina della famiglia luterana dei Sonderheim, si compie un orribile massacro a cui sopravvive solo Reinhardt.

## Edizioni
- Alan D. Altieri, Magdeburg - L'Eretico, Corbaccio (collana Narratori),  p. 408, ISBN 978-88-7972-709-9.[1]